# B Nazionale 1984-1985
La B Nazionale 1984-1985 è stata la 24ª edizione della seconda divisione greca di pallacanestro maschile.

## Classifica finale

### Gruppo Sud

#### Girone A
| #  | Teams                        | P  | V  | P  | Pt | Qualificate          |
| -- | ---------------------------- | -- | -- | -- | -- | -------------------- |
| 1  | KAE Īlysiakos                | 18 | 18 | 0  | 36 | Spareggio promozione |
| 2  | Esperos Kallithea            | 18 | 13 | 5  | 31 |                      |
| 3  | Faiax Corfù                  | 18 | 13 | 5  | 31 |                      |
| 4  | Prōteas N. Kosmou            | 18 | 9  | 9  | 27 |                      |
| 5  | A.G.S. Giannina              | 18 | 9  | 9  | 27 |                      |
| 6  | Ionikos Neas Filadelfeias BC | 18 | 8  | 10 | 26 |                      |
| 7  | Pagrati Atene                | 18 | 7  | 11 | 25 |                      |
| 8  | Aiolos-Tavros                | 18 | 6  | 12 | 24 |                      |
| 9  | E.A. Patrōn                  | 18 | 4  | 14 | 22 | Retrocesse           |
| 10 | Kalamatas Poseidōn           | 18 | 3  | 15 | 21 | Retrocesse           |

#### Girone B
| #  | Teams                           | P  | V  | P  | Pt | Qualificate          |
| -- | ------------------------------- | -- | -- | -- | -- | -------------------- |
| 1  | Near East                       | 18 | 16 | 2  | 36 | Spareggio promozione |
| 2  | Gymnastikos Syllogos Amarousiou | 18 | 13 | 5  | 31 |                      |
| 3  | Milōn                           | 18 | 12 | 6  | 30 |                      |
| 4  | Kolossos Rodi                   | 18 | 10 | 8  | 28 |                      |
| 5  | Panachaïkī G.E.                 | 18 | 9  | 9  | 27 |                      |
| 6  | A.O. Porfyras Freattydas        | 18 | 8  | 10 | 26 |                      |
| 7  | G.E. Irakleiou Krītīs           | 18 | 7  | 11 | 25 |                      |
| 8  | Kadmos Tebe                     | 18 | 6  | 12 | 24 |                      |
| 9  | Anagennīsī Samo                 | 18 | 5  | 13 | 23 |                      |
| 10 | A.P.S. Patrefs                  | 18 | 2  | 16 | 20 | Retrocessa           |

### Gruppo Nord

#### Girone A
| #  | Teams                         | P  | V  | P  | Pt | Qualificate          |
| -- | ----------------------------- | -- | -- | -- | -- | -------------------- |
| 1  | MENT BC                       | 22 | 22 | 0  | 44 | Spareggio promozione |
| 2  | M.A.S. Filippos Thessalonikīs | 22 | 16 | 6  | 38 |                      |
| 3  | Dīmokritos Thessalonikīs      | 22 | 15 | 7  | 37 |                      |
| 4  | Filippos Veria                | 22 | 15 | 7  | 37 |                      |
| 5  | Olympia Larissa BC            | 22 | 15 | 7  | 37 |                      |
| 6  | Sporting Trikala              | 22 | 12 | 10 | 34 |                      |
| 7  | Apollōn Kalamaria             | 22 | 11 | 11 | 33 |                      |
| 8  | Pierikos                      | 22 | 7  | 15 | 29 |                      |
| 9  | Zafeirakīs Naoussa            | 22 | 6  | 16 | 28 | Retrocesse           |
| 10 | E.A. Larissa                  | 22 | 5  | 17 | 27 | Retrocesse           |
| 11 | Alketas Alexandreias          | 22 | 4  | 18 | 26 | Retrocesse           |
| 12 | Olympiakos Volou              | 22 | 4  | 18 | 26 | Retrocesse           |

#### Girone B
| #  | Teams                | P  | V  | P  | Pt | Qualificate          |
| -- | -------------------- | -- | -- | -- | -- | -------------------- |
| 1  | Thyella Serrōn       | 18 | 15 | 3  | 33 | Spareggio promozione |
| 2  | V.A.O.               | 18 | 14 | 4  | 32 |                      |
| 3  | Ariōn Thessalonikīs  | 18 | 12 | 6  | 30 |                      |
| 4  | Nestōr Thessalonikīs | 18 | 11 | 7  | 29 |                      |
| 5  | P.A.O. Dioikītīriou  | 18 | 10 | 8  | 28 |                      |
| 6  | Komotinī             | 18 | 7  | 11 | 25 |                      |
| 7  | Esperos Vyzantiou    | 18 | 6  | 12 | 24 |                      |
| 8  | Thermaïkos Salonicco | 18 | 6  | 12 | 24 |                      |
| 9  | A.O. Serrōn          | 18 | 5  | 13 | 23 | Retrocesse           |
| 10 | A.O. Drama           | 18 | 4  | 14 | 22 | Retrocesse           |

## Spareggi promozione

### Gruppo Sud
| Squadra 1 | Risultato | Squadra 2 |
| --------- | --------- | --------- |
| Īlysiakos | 59-62     | Near East |

### Gruppo Nord
| Squadra 1 | Risultato | Squadra 2      |
| --------- | --------- | -------------- |
| MENT      | 70-73     | Thyella Serrōn |